# Nickituch

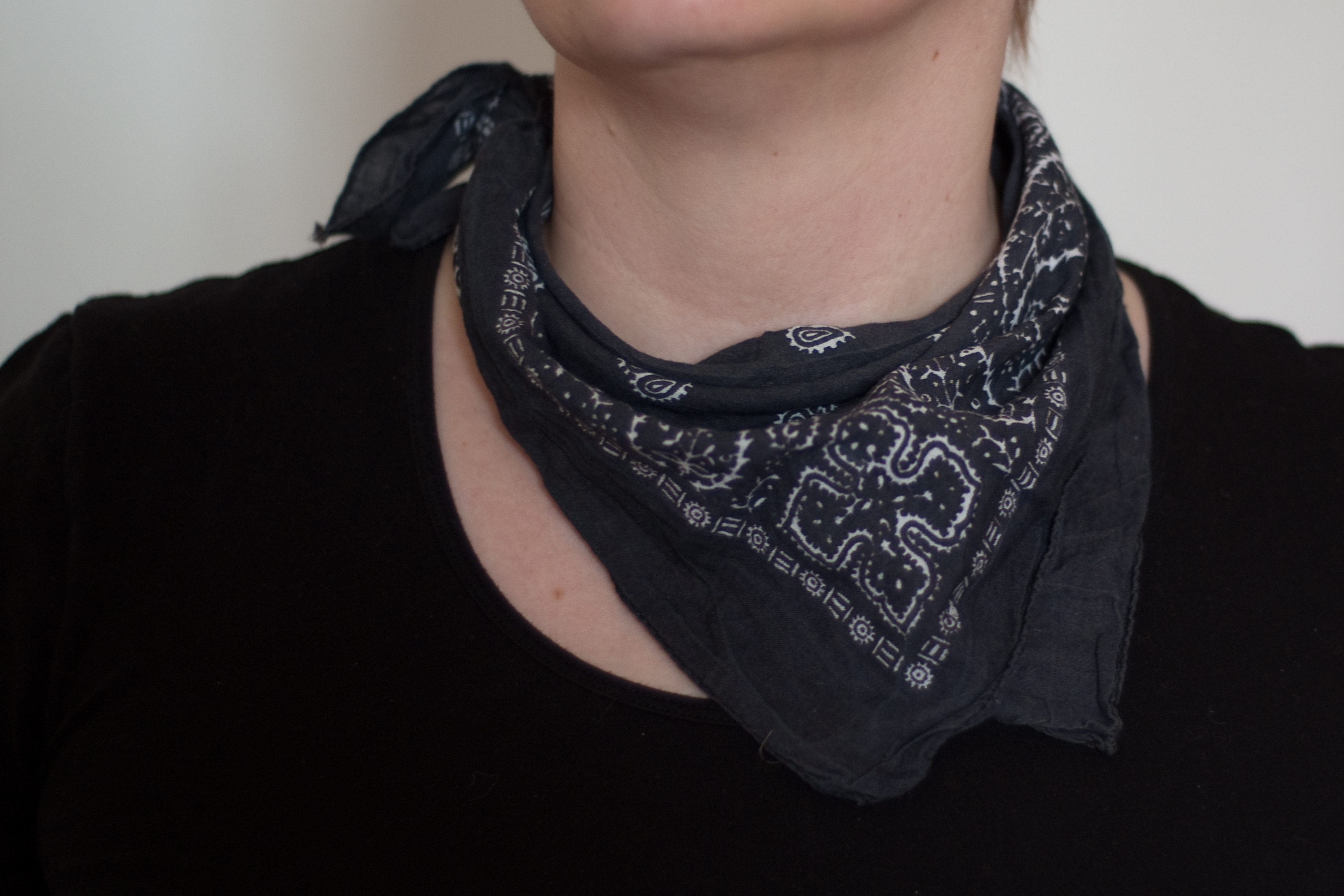
Nickituch

Ein Nickituch ist ein quadratisches Halstuch aus leichten Textilien wie Baumwolle oder Seide, im Format ca. 50 cm × 50 cm. Es wird eng am Hals getragen.
Nickitücher wurden zunächst von Handwerkern und Landarbeitern in den Niederlanden und Großbritannien verwendet. Mit Beginn der Industrialisierung im 19. Jahrhundert trugen sie auch Industriearbeiter. In verschiedenen Varianten wurden sie im 20. Jahrhundert mehrfach modern, besonders um 1950 und 1970. Zu Jahresbeginn 2002 wurden gelbe Nickitücher durch die Designerin Gabriele Strehle Bestandteil der Uniform der Lufthansa-Stewardessen.